# Oleksi Lukashevich
Oleksi Lukashevich (Ucrania, 11 de enero de 1977) es un atleta ucraniano especializado en la prueba de salto de longitud, en la que ha logrado ser campeón europeo en 2002.[cita requerida]

## Carrera deportiva
En el Campeonato Europeo de Atletismo de 2002 ganó la medalla de oro en el salto de longitud, llegando hasta los 8.08 metros, superando al croata Siniša Ergotić (plata con 8.00 metros) y al español Yago Lamela (bronce con 7.99 metros).
Cuatro años después, en el Campeonato Europeo de Atletismo de 2006 ganó la medalla de bronce en el salto de longitud, llegando hasta los 8.12 metros, siendo superado por el italiano Andrew Howe (oro con 8.20 m) y el británico Greg Rutherford (plata con 8.13 m).